# Die Hamletmaschine
Die Hamletmaschine – album zespołu Einstürzende Neubauten. Jest to muzyka skomponowana do sztuki Die Hamletmaschine autorstwa niemieckiego dramatopisarza, Heinera Müllera.

## Utwory
1. Die Hamletmaschine – 31:46

## Skład
- Blixa Bargeld
- N.U. Unruh
- F.M. Einheit
- Alexander Hacke
- Marc Chung